# Brosmolus longicaudus
Brosmolus longicaudus är en fiskart som beskrevs av Machida, 1993. Brosmolus longicaudus ingår i släktet Brosmolus och familjen Bythitidae. Inga underarter finns listade.